# 32 Dywizjon Artylerii Lekkiej
32 dywizjon artylerii lekkiej (32 dal) – oddział artylerii lekkiej Wojska Polskiego.

## Historia oddziału
W 1924 II dywizjon 28 pułku artylerii polowej został przeniesiony z Zajezierza k. Dęblina do Rembertowa, gdzie pełnił rolę manewrowego pododdziału artylerii Doświadczalnego Centrum Wyszkolenia. W zatwierdzonej 4 grudnia 1928 przez ministra spraw wojskowych nowej organizacji Doświadczalnego Centrum Wyszkolenia stwierdzono, że komendantowi centrum podlegają bezpośrednio: baon manewrowy i dyon jednego z pułków artylerii polowej wyznaczony jako manewrowy.
Na przełomie 1930 i 1931 na bazie Doświadczalnego Centrum Wyszkolenia zostało utworzone Centrum Wyszkolenia Piechoty. Równocześnie przeprowadzono reorganizację 10 i 28 pułków artylerii polowej polegającą na tym, że:
- II/28 pap w Rembertowie został przemianowany na dywizjon manewrowy artylerii – jednostkę wyszkoleniową i mobilizacyjną podległą administracyjnie komendantowi Centrum Wyszkolenia Piechoty, a pod względem wyszkolenia dowódcy 1 Grupy Artylerii,
- wchodzące w skład II/28 pap 5. i 6. baterie, przemianowane odpowiednio na 2. i 3. baterię,
- utworzono pluton  łączności dywizjonu manewrowego artylerii,
- III/10 pap w Różanie został przemianowany na II/28 pap,
- 9. bateria 10 pap została przemianowana na 1. baterię dywizjonu manewrowego artylerii i 5 lutego 1931 dyslokowana z Różana do Rembertowa,
- w Łodzi na bazie I i II dywizjonów 10 pap został zorganizowany nowy III dywizjon tego oddziału[1][4][5][6].

3 stycznia 1931 dowódca dywizjonu manewrowego artylerii podpisał pierwszy został dzienny.
Nowo powstała jednostka kontynuowała tradycje powstałego w marcu 1919 we Włoszech III dywizjonu 2 pułku artylerii polowej oraz III dywizjonu 7 pułk artylerii polowej utworzonego na terytorium Francji, który po przybyciu do kraju i zjednoczeniu Armii Polskiej we Francji z armią krajową został przemianowany na III dywizjon 113 pułku kresowego artylerii polowej, 7 marca 1920 przemianowany na III dywizjon 18 pułku artylerii polowej, w końcu 7 września 1921 w Zambrowie wcielony w skład nowo powstałego 28 pułku artylerii polowej.
Głównym zadaniem dywizjonu była obsługa Doświadczalnego Centrum Wyszkolenia, a później Centrum Wyszkolenia Piechoty. W szczególności oddział brał udział w ćwiczeniach specjalnych (doświadczalnych), których zadaniem było wypracowanie nowych zasad walki oraz współpracy piechoty i kawalerii z artylerią. Ponadto dywizjon brał udział w ćwiczeniach pokazowych, organizowanych dla oficjeli krajowych i zagranicznych, a także w badaniach nowego sprzętu artyleryjskiego tak krajowego jak i zagranicznego.
31 grudnia 1931 na podstawie rozkazu B. Og. Org. 1120 – 18 Org. ministra spraw wojskowych marszałka Polski Józefa Piłsudskiego dywizjon manewrowy artylerii przy CWPiech. został przemianowany na 32 dywizjon artylerii lekkiej.
Na podstawie rozkazu I wiceministra spraw wojskowych L.dz. 265/Tjn. Org. Og. z 14 marca 1935 dywizjon otrzymał prawa jednostki administracyjnej.
W tym samym roku Wojskowe Biuro Historyczne wydało „Zarys historji wojennej 32–go dywizjonu artylerji lekkiej”. Autorem opracowania był por. art. Edward Tadeusz Korczowski, oficer 32 dal, zamordowany wiosną 1940 w Charkowie.
30 kwietnia 1936 minister spraw wojskowych ustalił dzień 6 czerwca, jako datę święta dywizjonu. Oddział miał obchodzić swoje święto w rocznicę bitwy pod Oratowem, lecz 20 lutego 1937 minister spraw wojskowych zmienił datę święta na dzień 24 maja, w rocznicę wyjazdu jednostki z Francji do Polski.
Z dniem 1 października 1937 3. bateria została przezbrojona w 100 mm haubice wz. 14/19P, natomiast armaty będące dotychczas na jej uzbrojeniu zostały zakonserwowane i zdeponowane w magazynach mobilizacyjnych.

### Mobilizacja
Dywizjon był jednostką mobilizującą. Zgodnie z planem mobilizacyjny „W” dowódca dywizjonu był odpowiedzialny za przygotowanie i przeprowadzenie mobilizacji 32 pułku artylerii lekkiej (bez II dywizjonu) oraz 41 dywizjonu artylerii lekkiej. Pierwszy z wymienionych wyżej oddziałów był formowany w mobilizacji niejawnej (alarmowej), w grupie jednostek oznaczonych kolorem żółtym, natomiast 41 dal w I rzucie mobilizacji powszechnej.
24 sierpnia 1939 o godz. 4.00 rozpoczęto mobilizację 32 pal. Dowództwo pułku razem z I dywizjonem mobilizowało się w koszarach w Rembertowie, natomiast III dywizjon w rejonie Zielonej i Kawęczyna. 26 sierpnia mobilizacja została zakończona.
30 sierpnia 1939 ogłoszono mobilizację powszechną. Następnego dnia rozpoczęto mobilizację 41 dal. Dywizjon formował się w Zielonej, a jego organizację zakończono 3 września.

#### Oddział Zbierania Nadwyżek 32 dal
6 września 1939, po zakończeniu mobilizacji, pozostałości dywizjonu zorganizowane w Oddział Zbierania Nadwyżek, wymaszerowały do Zajezierza pod Dęblinem, gdzie organizował się Ośrodek Zapasowy Artylerii Lekkiej nr 1 pod dowództwem ppłk. Edmunda Bartkowskiego. Oddział marszem pieszym przemieszczał się szosą lubelską. W rejonie Ryk oddział otrzymał rozkaz marszu do Lublina. 5 podchorążych z OZN 32 dal posiadających konie wierzchowe dołączyło do improwizowanego szwadronu kawalerii składającego się z podchorążych, dzieląc dalsze losy z Grupą „Kowel” płk. dypl. Leona Koca. Po dojściu na Lubelszczyznę nie są znane dalsze losy oddziału.

## Żołnierze
| Dowódcy dywizjonu                                                            | Dowódcy dywizjonu       |
| Stopień, imię i nazwisko                                                     | Okres pełnienia funkcji |
| ---------------------------------------------------------------------------- | ----------------------- |
| mjr armii francuskiej Wolford                                                | 1919                    |
| mjr art. Mikołaj Alikow                                                      | 1919 – I 1920           |
| kpt. / mjr art. Władysław Dawidajtis                                         | I 1920 – XI 1922        |
| kpt. / mjr art. Mieczysław Karaszewicz                                       | 15 XI 1922 – XI 1927    |
| mjr art. Karol I Lewandowski                                                 | I 1931 – VII 1935       |
| mjr / ppłk art. Edward Błaszczyk                                             | od 1 X 1935             |
| mjr / ppłk dypl. art. Tadeusz Tabiszewski                                    | IV 1938 – VIII 1939     |
| Zastępcy dowódcy dywizjonu (w latach 1938–1939 I zastępca dowódcy dywizjonu) |                         |
| mjr art. Antoni Tomaszewski                                                  | od XI 1935              |
| mjr art. Walerian Bartkiewicz                                                | do VIII 1939            |

| Organizacja pokojowa i obsada personalna w marcu 1939 | Organizacja pokojowa i obsada personalna w marcu 1939 | Przydziały mobilizacyjne                       |
| ----------------------------------------------------- | ----------------------------------------------------- | ---------------------------------------------- |
| dowódca dywizjonu                                     | ppłk dypl. art. Tadeusz Tabiszewski                   | dowódca 32 pal                                 |
| I zastępca dowódcy dywizjonu                          | mjr art. Walerian Bartkiewicz                         | dowódca I/32 pal                               |
| II zastępca dywizjonu (kwatermistrz)                  | mjr art. Stefan Hernik                                | dowódca 41 dal                                 |
| oficer gospodarczy                                    | kpt. int. Bolesław Bronowski                          | Oddział Zbierania Nadwyżek 32 dal              |
| oficer żywnościowy                                    | por. adm. (art.) Władysław Słuczanowski               | OZN 32 dal                                     |
| lekarz weterynarii                                    | por. lek. wet. dr Tadeusz Daniel Jachimowicz          | lekarz weterynarii 32 pal                      |
| dowódca plutonu łączności                             | por. art. Tomasz Bonar                                | dowódca 3/32 pal                               |
| komendant szkoły podoficerskiej                       | kpt. art. Jakub Gabryel                               | dowódca 1/32 pal                               |
| p.o. dowódcy 1 baterii                                | ppor. art. Henryk Kencik                              | oficer łączności 32 pal                        |
| dowódca plutonu                                       | ppor. Alfons Wiktor Maćkowiak                         | oficer zwiadowczy 9/32 pal                     |
| dowódca 2 baterii                                     | kpt. art. Józef Ambroży Rylski                        | 41 dal                                         |
| dowódca plutonu                                       | por. art. Józef Kotowicz                              | oficer zwiadowczy 32 pal                       |
| dowódca 3 baterii                                     | por. art. Zbigniew Rawicz-Twaróg                      | dowódca 8/32 pal                               |
| dowódca plutonu                                       | ppor. art. Leon Czengery                              | dowódca plutonu topograficzno-ogniowego 32 pal |
| na kursie                                             | por. art. Józef Piotr Burdyn                          | dowódca 2/32 pal                               |

| Kawalerowie Virtuti Militari                                                                          | Kawalerowie Virtuti Militari | Kawalerowie Virtuti Militari | Kawalerowie Virtuti Militari |
| --- | ---------------------------- | ---------------------------- | ---------------------------- |
| Żołnierze III/18 pap odznaczeni Krzyżem Srebrnym Orderu Wojennego Virtuti Militari za wojnę 1918-1920 |                              |                              |                              |
| mjr Władysław Dawidajtis                                                                              | st. ogn. Walenty Ceglarek    | plut. Paweł Wach             | bomb. Antoni Andrzejewski    |

## Symbole
Sztandar
4 grudnia 1937 Prezydent RP Ignacy Mościcki zatwierdził wzór sztandaru dla 32 dywizjonu artylerii lekkiej. Sztandar wręczył gen. dyw. Tadeusz Kasprzycki na Polu Mokotowskim w Warszawie 26 maja 1938, podczas uroczystości wręczenia sztandarów oddziałom artylerii OK Warszawa i Łódź oraz oddziałom pancernym z całej Polski. O losach sztandaru brak wiadomości.
Na lewej stronie płatu sztandarowego umieszczone były na tarczach:
- w prawym górnym rogu – wizerunek Matki Boskiej Częstochowskiej,
- w lewym górnym rogu – wizerunek św. Barbary,
- w prawym dolnym rogu – godło Mazowsza,
- w lewym dolnym rogu – odznaka pamiątkowa 32 dal,

na ramionach krzyża kawalerskiego:
- na górnym – „La Mandria di Chivasso 15.II.1919”,
- na dolnym – „Dubno 13.VII.1920”,
- na lewym – „Oratów 6.VI.1920”,
- na prawym – „Sarnowa Góra 17-18.VIII.1920”.

Odznaka pamiątkowa
30 kwietnia 1936 minister spraw wojskowych zatwierdził wzór i regulamin odznaki pamiątkowej 32 dal. Odznaka jednoczęściowa o wymiarach 41x41 mm ma kształt krzyża maltańskiego. Ramiona krzyża pokryteciemnozieloną emalią. Krawędzie ramion złote. Na środku krzyża nałożona okrągła tarcza, emaliowana, ciemnozielona. W otoku tarczy złoty wieniec laurowy. W centrum tarczy złocony numer i inicjały dywizjonu „32 DAL” . Wykonawcą srebrnych, złoconych i emaliowanych odznak oficerskich był Wiktor Gontarczyk z Warszawy. Łącznie nadano 581 odznak.
Barwy
10 czerwca 1931 minister spraw wojskowych ustalił, że oficerowie i szeregowi dyonu manewrowego artylerii przy CWPiech. mieli nosić łapki i wypustki w takich samych kolorach jak obowiązujące w pułkach artylerii polowej, lecz bez numerów na naramiennikach.